# Syntomeida epilais
Syntomeida epilais är en fjärilsart som beskrevs av Walker 1854. Syntomeida epilais ingår i släktet Syntomeida och familjen björnspinnare. Inga underarter finns listade i Catalogue of Life.

## Bildgalleri

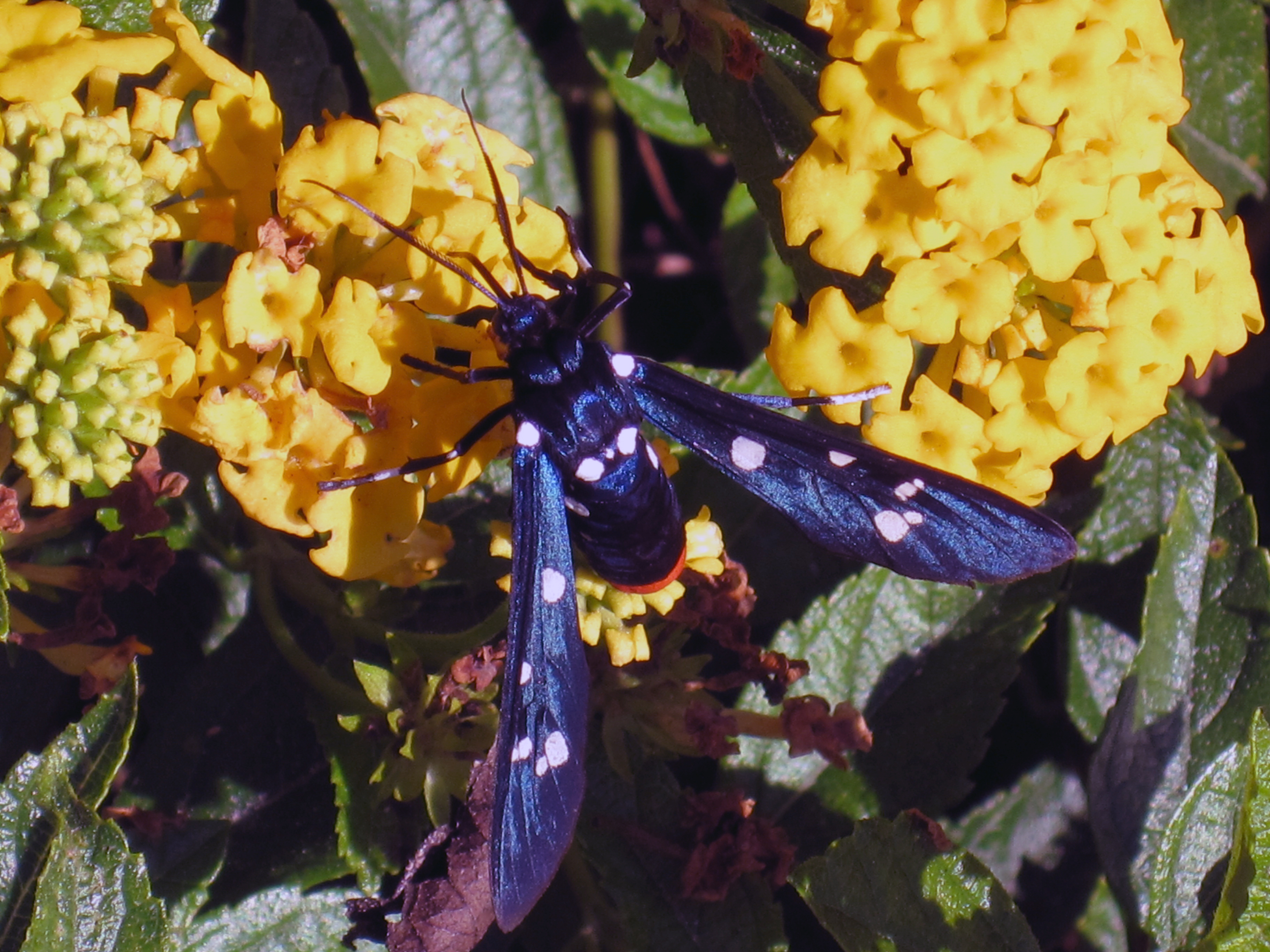
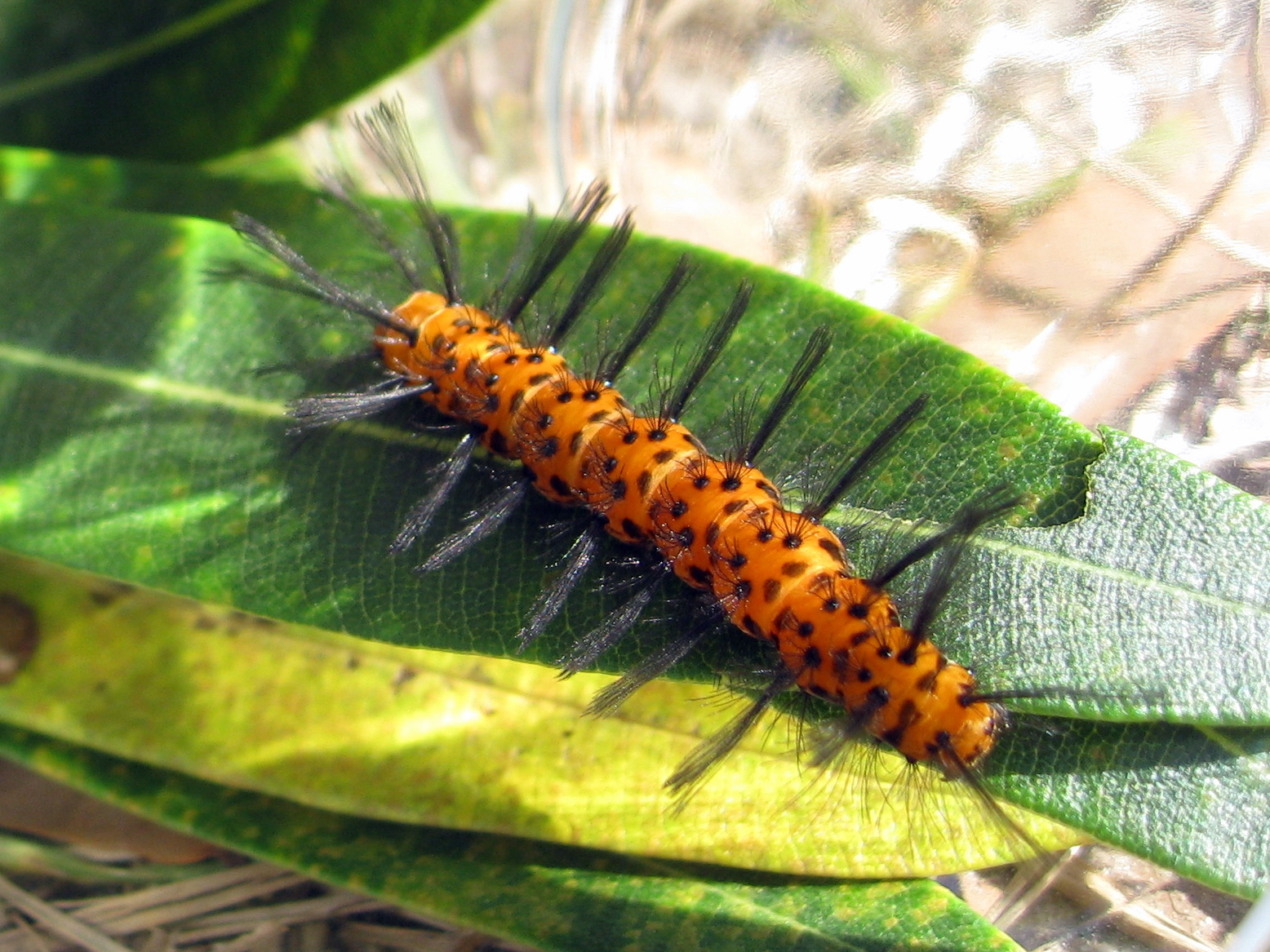
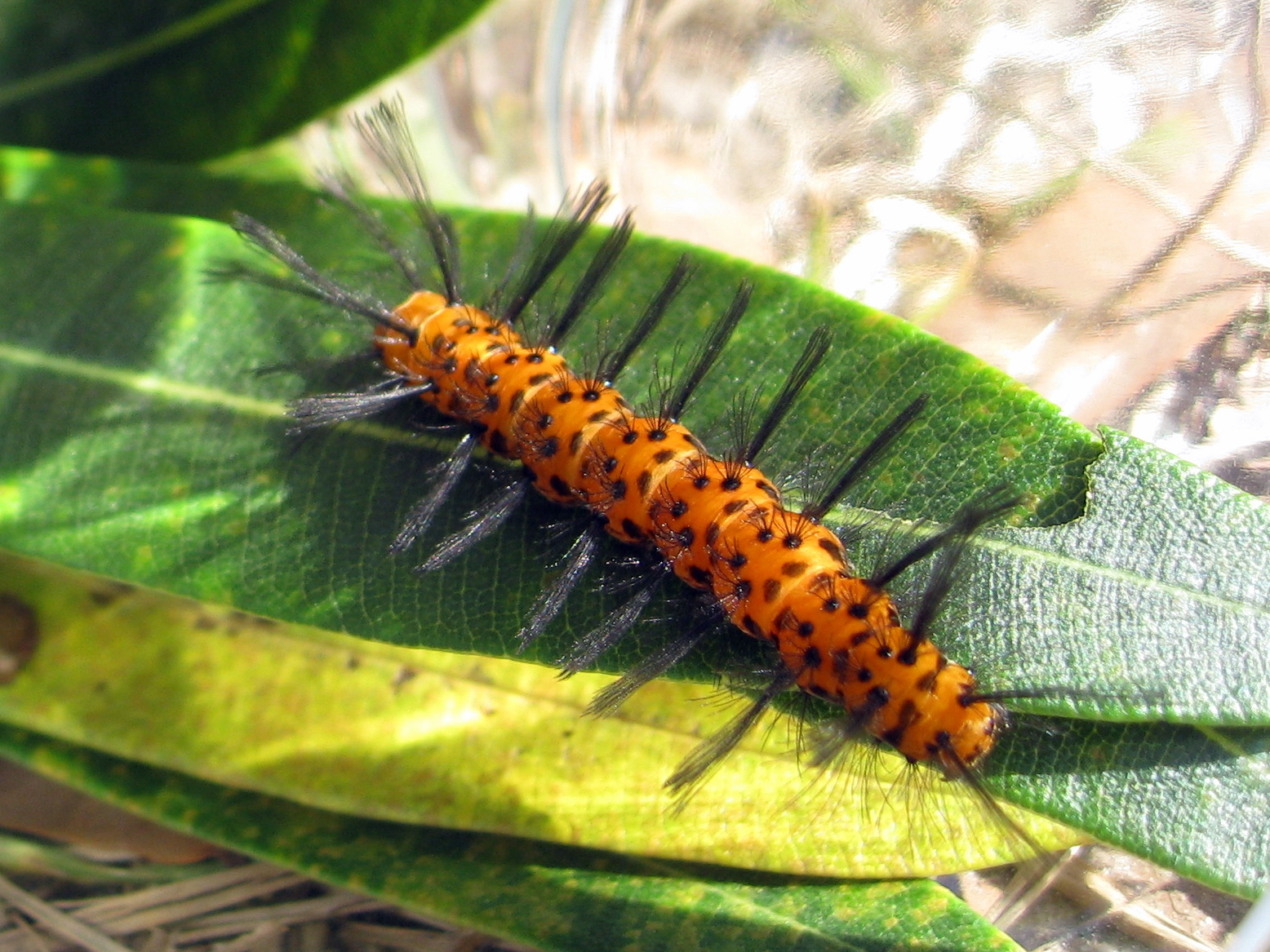